# Wasserturm Vetschau

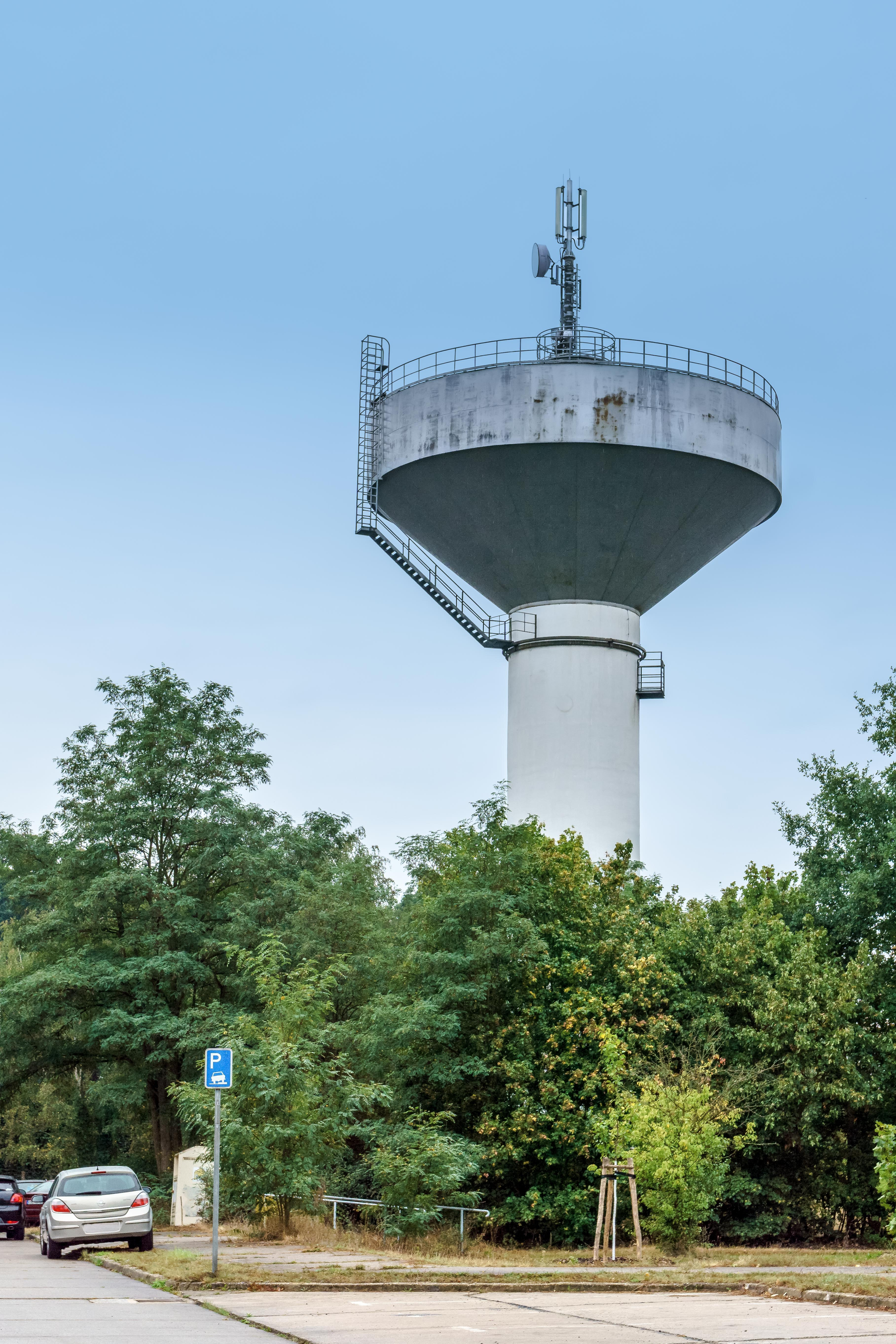
Wasserturm Vetschau (2016)

Der Wasserturm Vetschau ist ein Wasserturm in der Neustadt der Stadt Vetschau/Spreewald im Landkreis Oberspreewald-Lausitz in Brandenburg. Das Bauwerk ist ein eingetragenes Baudenkmal in der Denkmalliste des Landes Brandenburg.

## Geschichte und Architektur
Der Wasserturm befindet sich im Süden der Vetschauer Neustadt in der Heinrich-Heine-Straße und am Verlauf der Landesstraße 49 (Lübbenau–Cottbus) sowie der Bundesautobahn 15. Er wurde zwischen 1963 und 1964 auf dem Gelände des städtischen Wasserwerkes der Stadt Vetschau gebaut, während dieses vergrößert und erweitert wurde. Die Arbeiten erfolgten im Zuge des Baus des Braunkohlekraftwerkes Vetschau des VEB Kraftwerk Lübbenau-Vetschau, dessen Kraftwerksblöcke zwischen 1964 und 1967 in Betrieb genommen wurden, um den sich dadurch erhöhenden Wasserbedarf in der Stadt sicherzustellen.
Das Bauwerk ist eine Stahlbetonkonstruktion mit einem weit auskragenden, kegelförmigen Turmkopf und einem flachen Kegeldach. Der Wasserbehälter besteht ebenfalls aus Stahlbeton und hat ein Fassungsvermögen von 1000 Kubikmetern. Befüllt wird der Turm über eine Pumpanlage in der neben dem Bauwerk befindlichen Pumpstation. Die Höhe des Turms von über 35 Metern war notwendig, da die Wasserentnahmestellen der Stadt Vetschau mittels hydrostatischem Druck versorgt werden und der Hochbehälter aus diesem Grund alle von diesem versorgten Wasserentnahmestellen überragen muss. Der Wasserturm ist heute nicht mehr in Betrieb.
Im Jahr 2023 wurde der Vetschauer Wasserturm durch das Brandenburgische Landesamt für Denkmalpflege und Archäologisches Landesmuseum als technisches Denkmal von bau-, technik- und industriegeschichtlicher sowie stadtgeschichtlicher und städtebaulicher Bedeutung unter Schutz gestellt.